# Tachina demissa
Tachina demissa är en tvåvingeart som beskrevs av Walker 1853. Tachina demissa ingår i släktet Tachina och familjen parasitflugor. Inga underarter finns listade i Catalogue of Life.